# Wereldkampioenschap dammen 1969 (match)
De match om het wereldkampioenschap dammen 1969 werd van zondag 5 oktober t/m zaterdag 1 november 1969 in Moskou gespeeld door Andris Andreiko en Iser Koeperman. 
De match bestond uit 20 partijen en eindigde in 23-17 in het voordeel van Andris Andreiko.

## Uitslagen
| Rang | Land | Naam            | 1 | 2 | 3 | 4 | 5 | 6 | 7 | 8 | 9 | 10 | 11 | 12 | 13 | 14 | 15 | 16 | 17 | 18 | 19 | 20 | punten |
| ---- | ---- | --------------- | - | - | - | - | - | - | - | - | - | -- | -- | -- | -- | -- | -- | -- | -- | -- | -- | -- | ------ |
| 1    | URS  | Andris Andreiko | 1 | 1 | 1 | 1 | 1 | 1 | 1 | 2 | 1 | 1  | 1  | 1  | 2  | 1  | 2  | 1  | 1  | 1  | 1  | 1  | 23     |
| 2    | URS  | Iser Koeperman  | 1 | 1 | 1 | 1 | 1 | 1 | 1 | 0 | 1 | 1  | 1  | 1  | 0  | 1  | 0  | 1  | 1  | 1  | 1  | 1  | 17     |